# Estación de Soria
Soria, también conocida con el nombre de Soria-Cañuelo, es una estación de ferrocarril situada en el municipio español de Soria, en la provincia homónima, dentro de la comunidad autónoma de Castilla y León. Las instalaciones cuenta con servicios de Media Distancia operados por Renfe.
Históricamente, la estación fue un nudo ferroviario de cierta importancia en el que se bifurcaban las líneas Torralba-Castejón y Santander-Mediterráneo. Debido a ello, en Soria-Cañuelo se formó un complejo ferroviario que dispuso de numerosas instalaciones, llegando a contar con un depósito de locomotoras y placa giratoria. Sin embargo, en las últimas décadas Soria-Cañuelo ha perdido relevancia dentro de la red debido a la clausura de varios trazados ferroviarios y la pérdida de tráficos. Durante muchos años coexistió con otra estación, Soria-San Francisco, hoy desaparecida.

## Situación ferroviaria
La estación se encuentra situada en el punto kilométrico 93,9 de la línea férrea de ancho ibérico que une Torralba con Soria, a 1046 metros de altitud, según reza en la placa de altitud del edificio de viajeros. El trazado es de vía única y está sin electrificar, teniendo en Soria la estación terminal de facto. 

## Historia
La voluntad de unir Soria con la radial Madrid-Zaragoza se plasmó el 3 de noviembre de 1887 cuando se realizó la subasta del Ferrocarril de Torralba del Moral a Soria por Almazán al que únicamente concurrió un proyecto, el del ingeniero belga Eduardo Otlet. Sin embargo Otlet no cumplió con las condiciones estipuladas en la concesión y la línea fue cedida por el propio Otlet a la compañía del Gran Central Español. Fue una cesión temporal, debido a que el cierre de la compañía devolvió la concesión a su titular original aunque sí logró inaugurar la línea el 1 de julio de 1892. Se inauguraba así la primera estación de Soria llamada Soria-San Francisco o Soria-Torralba. En 1920 la gestión pasó a manos de la Sociedad de los Ferrocarriles Soria-Navarra.
La apertura a lo largo de 1929 de los tramos Cabezón de la Sierra-Soria y Soria-Calatayud supusieron la llegada de una segunda línea férrea a la ciudad, el ferrocarril Santander-Mediterráneo, un ambicioso trazado que buscaba una vía directa de comunicación entre los puertos de Santander y Valencia. Para ello, la Compañía del Ferrocarril Santander-Mediterráneo levantó unas nuevas instalaciones ferroviarias en la capital soriana, la estación de Soria-Cañuelo, inaugurada a comienzos de 1929 y mucho más amplia que la ya existente. Además, se creó un enlace ferroviario con Soria-San Francisco. 
La línea Torralba-Soria sería prolongada hasta Navarra, vía Castejón, con la inauguración del ferrocarril Soria-Castejón el 30 de septiembre de 1941, ya bajo la dirección de RENFE, empresa estatal que a partir de 1941 se hizo cargo de toda la red de ancho ibérico. Esta nueva línea, como la anterior también trascurría por la estación de Soria-San Francisco. En la medida en que el tráfico ferroviario no justificaba la existencia de dos estaciones, en 1965 se decidió cerrar la de San Francisco. En 1985, la línea Santander-Mediterráneo, cuya construcción nunca se completó en su totalidad, se cerró al tráfico, dejando a la estación sin la línea férrea que la había originado. El 1 de diciembre de 1996 se cerró también la línea férrea a Castejón. Con su cierre desaparecía el Regional Madrid-Chamartín - Soria - Castejón que mantenía dos relaciones diarias entre dichas ciudades. El 31 de diciembre de 2004 la propiedad de la estación pasó a manos de Adif.

## La estación

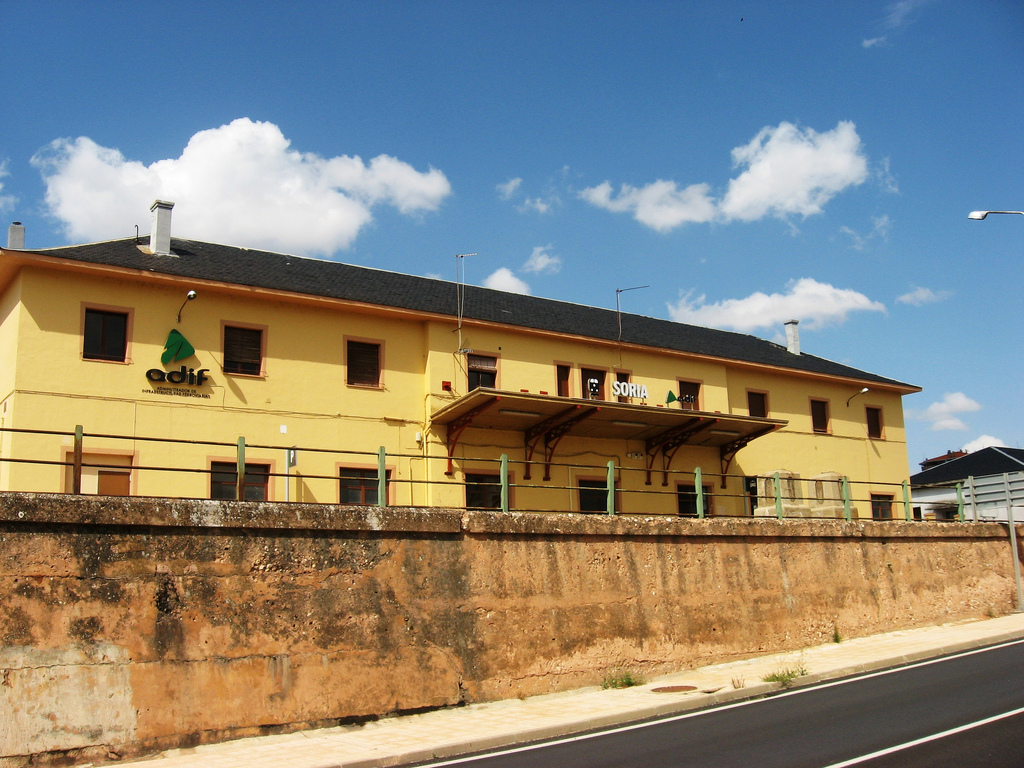
Vista del edificio para viajeros en 2008.

El edificio de viajeros de la estación de Soria es una sencilla estructura de dos pisos de planta rectangular ubicada al sudoeste de la ciudad, en la carretera de Madrid. La estación histórica fue reformada en la segunda mitad del siglo XX enmascarando su imagen ecléctica-regionalista. Afortunadamente, la estructura original se conserva bajo los revocos actuales. La estación fue uno de los escenarios de la película Doctor Zhivago, de la que se cumple el 50 aniversario en 2015. 
El arquitecto responsable de la obra fue Luis Gutiérrez Soto, uno de los principales representantes de la arquitectura española del siglo XX. El edificio consta de dos plantas, con acabado en mampostería y remates de esquinas y puertas con arcos de medio punto en sillería. La planta superior constaba de dos terrazas en ambos extremos y en el cuerpo central se reflejaba el nombre de la localidad de Soria. Aproximadamente cada dos puertas existían unas farolas colgantes de forja artística, de las cuales se conservan dos ejemplares en manos de un coleccionista para su posible reproducción. Entre ambas plantas el edificio consta de una marquesina en voladizo, tipo ménsula, cubriendo las tres puestas centrales por el lado patio de viajeros, y cubriendo las 7 puertas centrales por el lado andenes. Entre los huecos entre puertas, había bancos de piedra con reposabrazos.
Cuenta con tres andenes, uno lateral y dos centrales a los que acceden cinco vías aunque solo el andén lateral (vía 1) y uno de los andenes centrales (vías 2 y 3) son utilizados habitualmente. Otras seis vías sirven de vías de apartado o depósito. Los cambios de andén se realizan a nivel. Los andenes centrales no están cubiertos y el lateral solo lo está en una pequeña porción del mismo. La instalaciones ferroviarias se completan con muelles y almacenes actualmente en desuso. 
Cuenta con venta de billetes, atención al cliente, y aseos. Todo el recinto está equipado con servicios adaptados para las personas con movilidad reducida.

## Servicios ferroviarios

### Media Distancia
El hecho de que la estación se configure como una estación terminal por el cierre de otros trazados y de que se encuentre en una línea sin electrificar limita de forma sustancial el tráfico ferroviario que transcurre por la misma. Por ello, un tren Regional Exprés circula por la estación conectando Soria con Madrid a razón de dos relaciones diarias por sentido. 
| Línea MD | Tren | Origen           | Serie     | Destino  | Observaciones                 |
| -------- | ---- | ---------------- | --------- | -------- | ----------------------------- |
| 54       | RE   | Madrid-Chamartín | 598 / 599 | Terminal | 2 trenes diarios ida y vuelta |

### Otros servicios
- Bar-cafetería "El cielo gira", sede de proyecciones del Certamen Internacional de Cortos Ciudad de Soria en 2015 coincidiendo con el 50 aniversario de la película Doctor Zhivago.[10]

- ASOAF - Asociación Soriana de Amigos del Ferrocarril, sita en los furgones de paquetería D8-8144 y D8-8187 estacionados en la vía 13. Esta asociación custodia y restaura los citados furgones, cedidos por la Fundación de los Ferrocarriles Españoles, su actual propietaria.[11]